# Tearce
Tearce (in albanese Tearcë, in macedone Теарце?) è un comune rurale della Macedonia del Nord di 22 454 abitanti (dati del 2002). La sede municipale è nella omonima località.

## Geografia fisica
Il comune è situato nella parte nord-occidentale del paese e confina con il Kosovo a nord, con Jegunovce a est e a sud, e con Tetovo a ovest. Il apesino si trova alle pendici dei monti Šar.

## Società

### Evoluzione demografica
In base al censimento del 2002 il comune conta 22 454 abitanti così divisi dal punto di vista etnico:
- Albanesi = 18 950 - 84.4%
- Macedoni = 2 739 - 12.2%
- Turchi = 516 - 2.3%
- Altri=  247 - 1%

Il comune è formato dall'insieme delle seguenti località:
- Tearce (sede comunale)
- Odri
- Nerašte
- Neprošteno
- Dobrošte
- Glogji
- Pršovce
- Brezno
- Slatino
- Varvara
- Lešok
- Jelošnik
- Prvce